# Мухамед Муїч
Мухамед Муїч (сербохорв. Мухамед Мујић / Muhamed Mujić, 25 квітня 1932, Мостар — 20 лютого 2016, Мостар) — югославський футболіст, що грав на позиції нападника, зокрема, за клуб «Вележ», а також національну збірну Югославії. По завершенні ігрової кар'єри — тренер.

## Клубна кар'єра
У футболі дебютував 1952 року виступами за команду «Вележ», в якій провів десять сезонів.
Згодом з 1963 по 1967 рік грав у складі команд «Бордо», «Динамо» (Загреб), «Вележ» та «Берінген».
Завершив ігрову кар'єру у команді «Вележ», у складі якої вже виступав раніше. Повернувся до неї 1967 року, захищав її кольори до припинення виступів на професійному рівні у 1968.

## Виступи за збірну
1956 року дебютував в офіційних матчах у складі національної збірної Югославії. Протягом кар'єри у національній команді провів у її формі 32 матчі, забивши 17 голів.
У складі збірної був учасником:
футбольного турніру на Олімпійських іграх 1956 року у Мельбурні, де разом з командою здобув «срібло»,
чемпіонату Європи 1960 року у Франції, де разом з командою здобув «срібло»,
чемпіонату світу 1962 року у Чилі. Був присутній в заявці збірної, але на поле не виходив.

## Кар'єра тренера
Розпочав тренерську кар'єру, повернувшись до футболу після невеликої перерви, 1976 року, очоливши тренерський штаб клубу «Вележ». Досвід тренерської роботи обмежився цим клубом.
Помер 20 лютого 2016 року на 84-му році життя у місті Мостар.

## Титули і досягнення
- Срібний олімпійський призер: 1956
- Віце-чемпіон Європи: 1960